# Leckwitz (Nünchritz)
Leckwitz ist ein Ortsteil der Gemeinde Nünchritz im Landkreis Meißen in Sachsen.
Die Ortschaft liegt an der Staatsstraße 88, der Verbindungsstraße von Meißen nach Riesa, direkt an der Elbe am Elbkilometer 100, 9 km westlich von Großenhain und 6 km südöstlich von Riesa.

## Geschichte

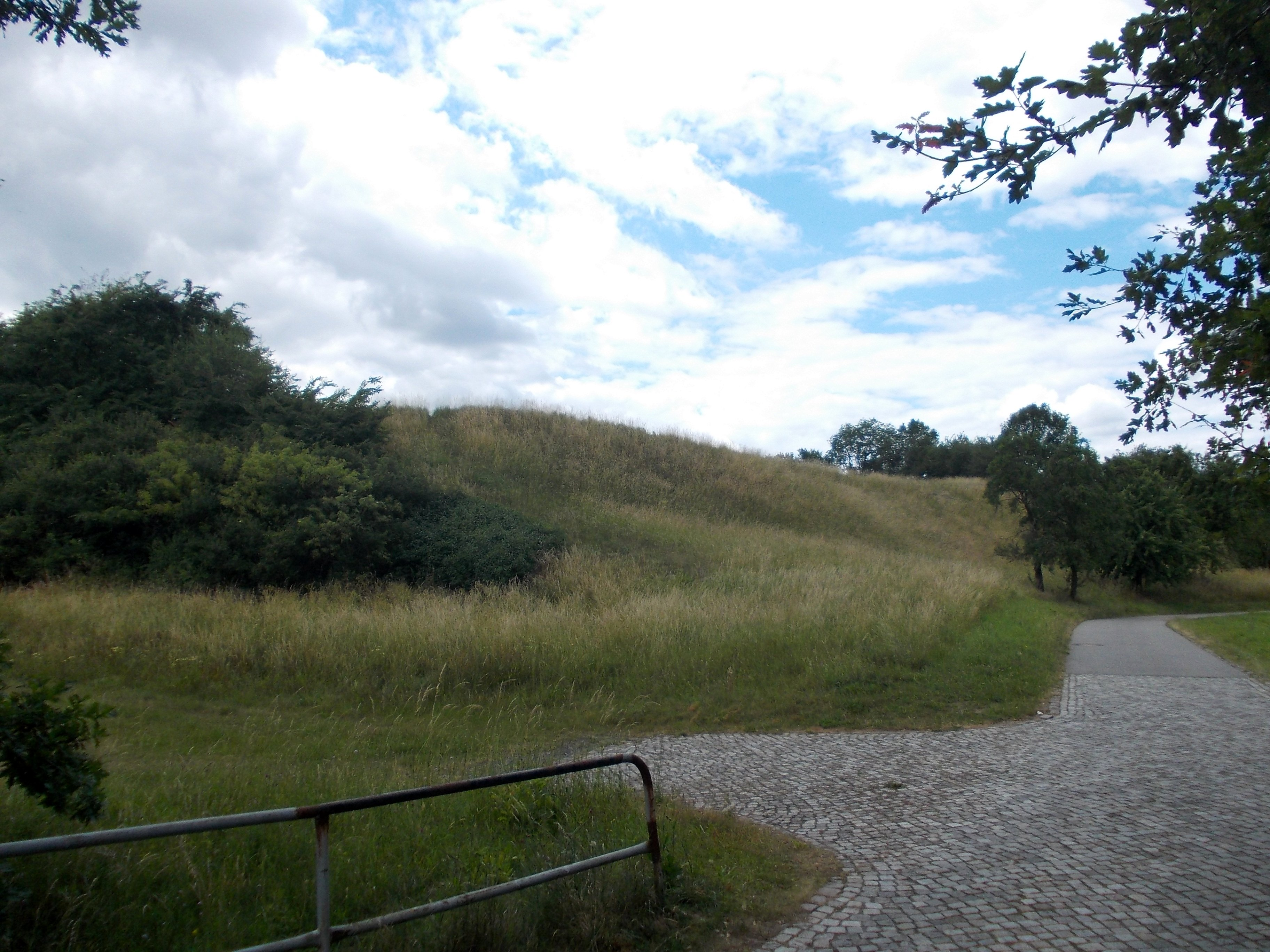
Leckwitzer Schanze

Der Name Leckwitz leitet sich wohl vom altslawischen lech ab, was so viel wie Biegung (an der Biegung der Elbe) bedeutet.
Das Ufer der Elbe ist im Bereich Leckwitz bereits seit der Steinzeit bewohnt, was Funde aus der Mittelsteinzeit, Jungsteinzeit, Bronzezeit und frühen Eisenzeit beweisen. Das gesamte Hochufer im Bereich Leckwitz weist Reste slawischer Besiedlung auf.
In Leckwitz finden sich Reste einer alten Wallanlage, der Schanze (Schwedenschanze genannt), geschaffen von den Slawen im 9. Jahrhundert. Der Bereich um Leckwitz war sicher im 9. und 10. Jahrhundert Mittelpunkt eines der 14 Bezirke (Civates), die der Bayerische Geograph für den Gau Daleminze verzeichnet.
Erstmals erwähnt wurde Leckwitz im 13. Jahrhundert.
Der Ort besteht aus drei verschieden alten Teilen.

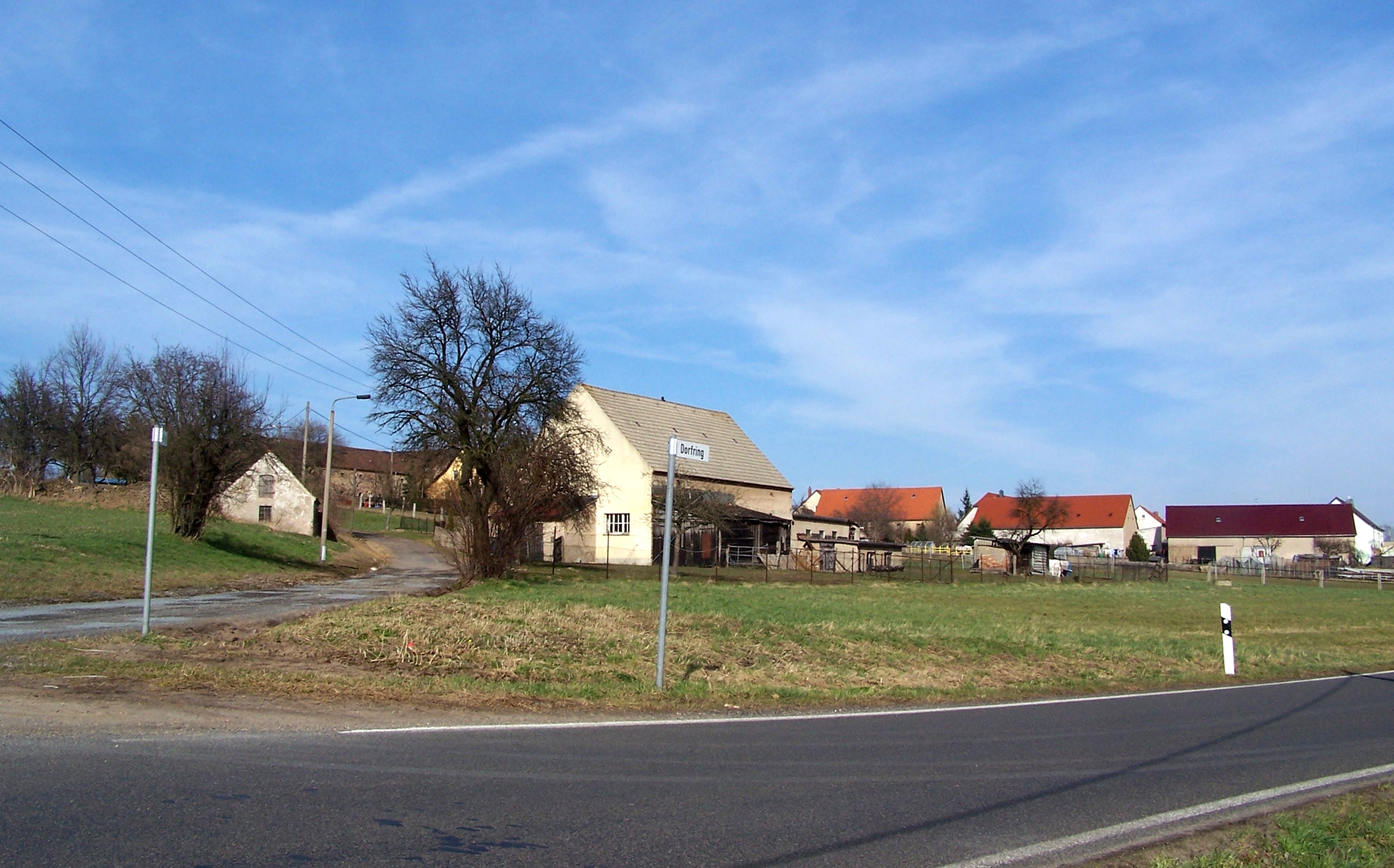
Leckwitz Dorfring

Der alte Ort mit dem Straßennamen Dorfring wurde 1378 erstmals erwähnt. Der Ort war ein Gassendorf mit Gewannflur. 1501 wird ein Vorwerk erwähnt. Noch heute besteht der Ortsteil aus Drei- und Vierseithöfen. Der Ort gehörte seit 1551 zum Rittergut Hirschstein. Aus den Ablösungsverhandlungen mit dem Lehnshof 1844 geht hervor, dass das Dorf damals 3 Zweihufengüter, 2 Einhufengüter, 1 Viertelhufengut, 2 Gärtner und 1 Häusleranwesen umfasste.
Kleinleckwitz (der Katzenjammer genannt) am Schulweg, Schiffersteig und Elbweg liegt an der Elbe.
1547 wurde die Rosenmühle als Wassermühle erstmals erwähnt. 1721 verfügte sie über einen Mahlgang. Sie befindet sich oberhalb der Talaue, wo der Dorfbach in die Elbe mündet. Der Besitzer der Rosenmühle war im 18. Jahrhundert gleichzeitig noch Schiffshändler und Fährpächter. Seit mindestens 1650 verband eine Fähre Leckwitz mit Boritz. Es gab ein Fährhaus, das im 20. Jahrhundert abgerissen wurde. Die Bewohner von Kleinleckwitz waren vermutlich Schiffer, Fischer und Bomätscher. Unterhalb der Rosenmühle existieren noch Teile des originalen Treidelpfades, auf dem die Bomätscher die Schiffe zogen. Die Rosenmühle, die wegen der angeschlossenen Bäckerei von den Schiffern auch Kuchenmühle genannt wurde, stellte 1960 den Betrieb ein.
Die jüngeren Wohnhäuser rund um den Sandberg bis zur Rosenmühle und gegenüber dem Birkenwäldchen entstanden ab 1904, da der Ort aufgrund des Arbeitskräftebedarfes des naheliegenden Chemiewerkes neue Einwohner bekam.
Am 1. Juli 1950 wurde die bis dahin selbständige Gemeinde Naundörfchen nach Leckwitz eingemeindet.

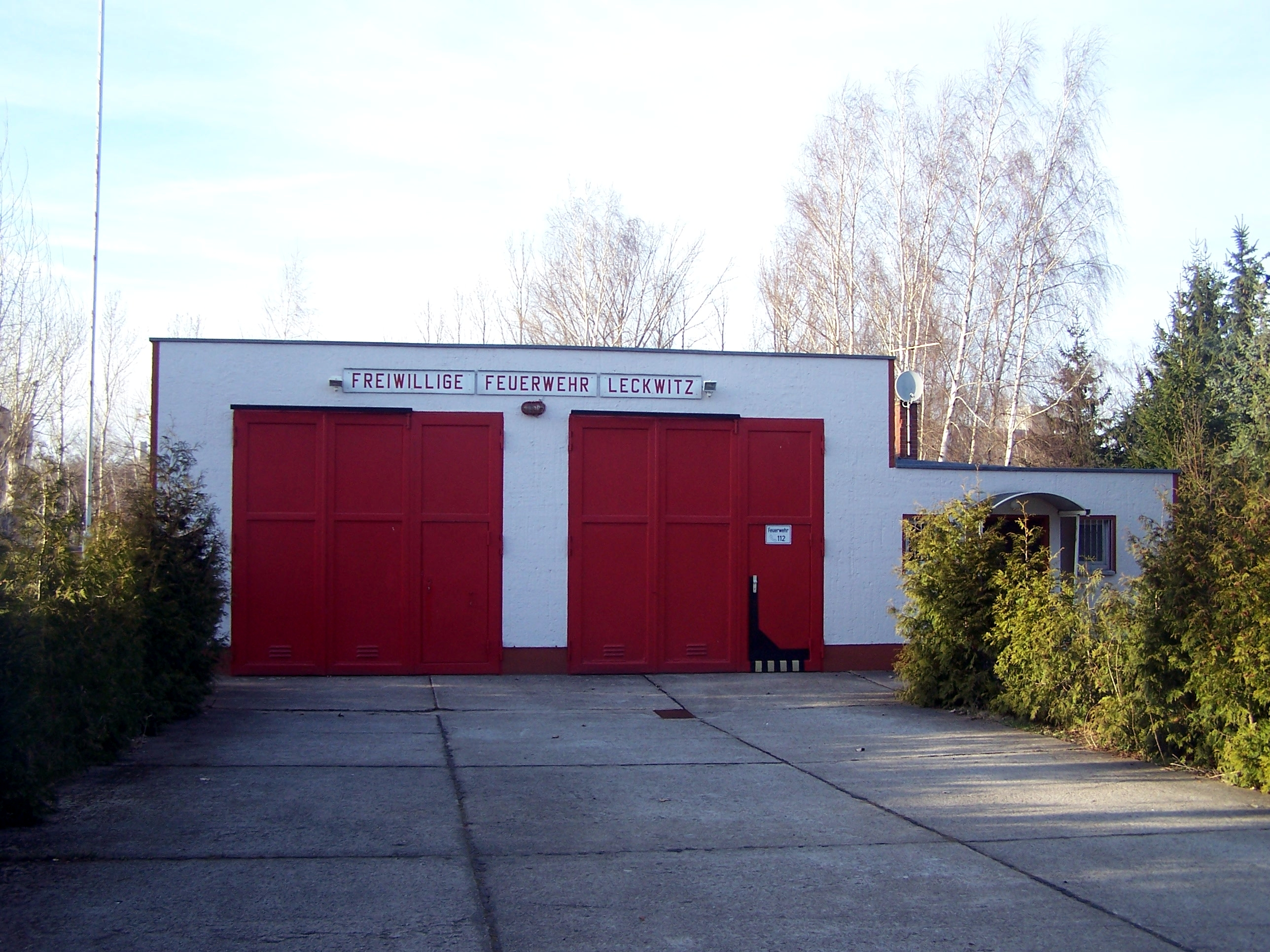
Freiwillige Feuerwehr
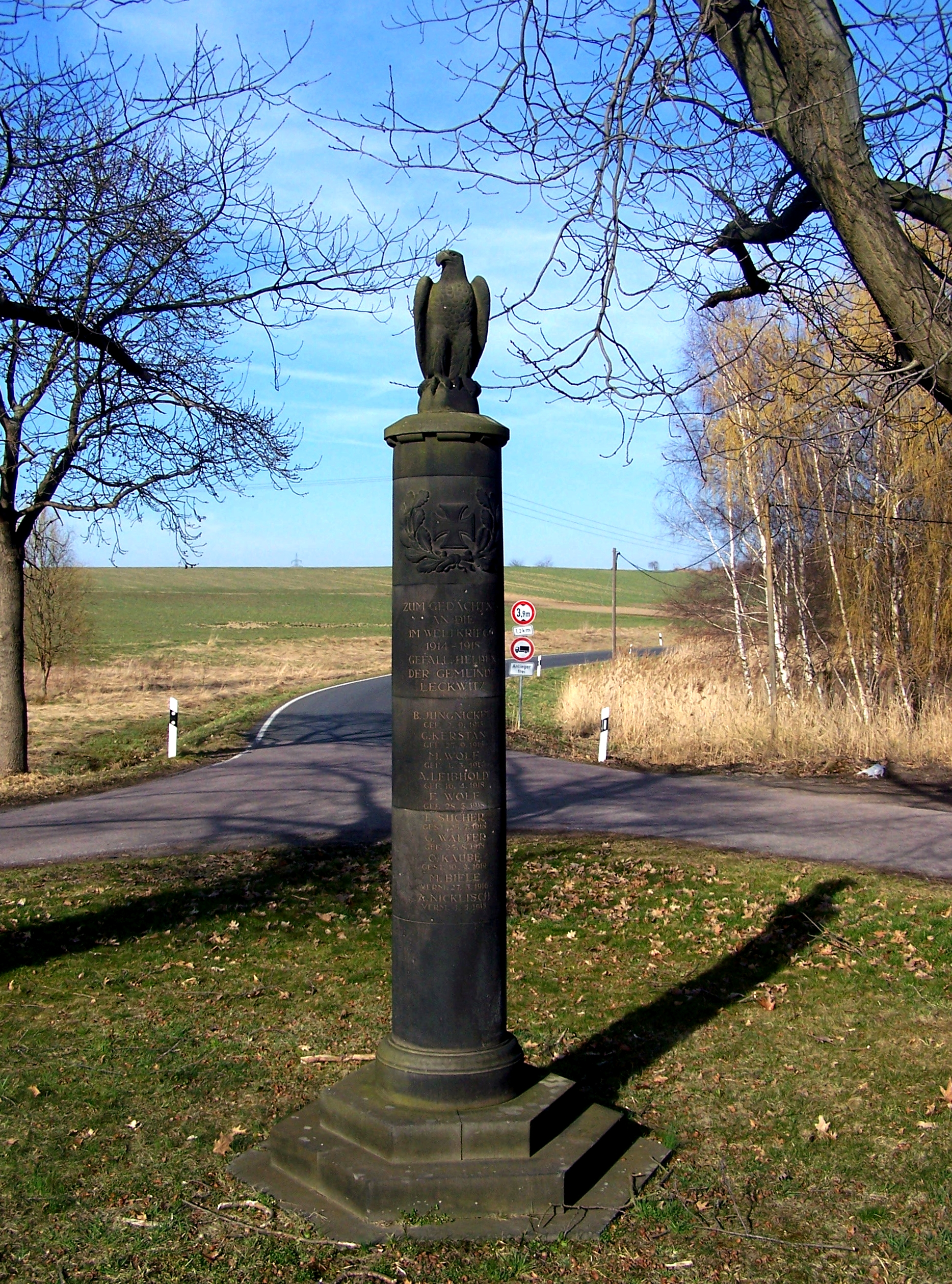
Kriegerdenkmal

### Bevölkerungsentwicklung
| Jahr | Einwohner                       |
| ---- | ------------------------------- |
| 1547 | 9 besessene(r) Mann, 8 Inwohner |
| 1764 | 9 besessene(r) Mann, 1 Häusler  |
| 1834 | 96                              |
| 1871 | 204                             |
| 1925 | 549                             |
| 1946 | 544                             |
| 1964 | 653                             |
| 2011 | 436                             |
| 2018 | 407                             |

## Verkehr
Am Abzw Leckwitz der Bahnstrecke Leipzig–Dresden zweigt die Bahnstrecke Weißig–Böhla ab. Durch Leckwitz führt eine Buslinie zwischen Nünchritz und Meißen.

## Gedenkstätten
Am Dorfteich befindet sich ein Denkmal für die Gefallenen des Ersten Weltkrieges. Es trägt die Inschrift: „Zum Gedächtnis an die im Weltkrieg 1914–1918 gefall. Helden der Gemeinde Leckwitz.“ Aufgeführt sind die Namen von 10 Personen.